# Кэннон, Лоренс
Ло́ренс Кэ́ннон (англ. Lawrence Cannon; род. 6 декабря 1947, Квебек, Канада) — государственный и политический деятель Канады. Министр транспорта Канады с 6 февраля 2006 по 30 октября 2008. Министр иностранных дел Канады с 30 октября 2008 по 18 мая 2011. Ушёл в отставку после поражения в своём избирательном округе на парламентских выборах и потери места в Палате общин. Посол Канады во Франции с 10 мая 2012 до 2017 года.